# Bahram V
Bahram V (tiếng Ba Tư trung đại: 𐭥𐭫𐭧𐭫𐭠𐭭 Wahrām, tiếng Ba Tư mới: بهرام پنجم Bahrām) là vị vua Sassanid thứ 14 của Ba Tư (421-438). Cũng được gọi là Bahramgur (gur nghĩa là lừa rừng, thú săn ưa thích của ông), ông là con của Yazdegerd I (399-421), sau khi cha ông chết bất ngờ (có thể bị ám sát), là kẻ đối lập có sự ủng hộ của Mundhir, vua người Ả Rập ở al-Hirah. Mẹ của Bahram là Shoshandukht, con gái của Exilarch, người đứng đầu Do Thái ở Babylon.
Năm 427, ông đánh bại một cuộc xâm lược của bộ lạc Hephthalites (Hung trắng) ở phương Đông, mở rộng ảnh hưởng đến tận Trung Á. Ông cũng phế truất vua xứ Armenia và biến xứ này thành một tỉnh của Ba Tư. Chân dung của ông ta được khắc trên những đồng tiền ở Bukhara (Uzbekistan ngày nay).
Bahram V là một trong những quốc vương Sassanid được biết đến nhiều nhất và là một anh hùng trong truyền thuyết. Những truyền thuyết này vẫn còn tồn tại khi đế chế Sassanid bị những người Hồi giáo Ả Rập tàn phá. Những câu chuyện này kể về sự dũng cảm của đức vua và những chiến thắng của ông trước La Mã, Thổ Nhĩ Kỳ, Ấn Độ và cả châu Phi, về những cuộc phiêu lưu tình ái và các chuyến đi săn của ông ta. Bahram V đã giành được ngai vàng sau một cuộc chiến đấu với các anh/em của mình và ông đã dành nhiều thời gian để gây chiến tranh với ngoại bang. Nhưng chính các chuyến đi săn và bữa tiệc mới làm đức vua trước các quý cô và dân chúng. Trong triều đại ông, các tác phẩm văn học xuất sắc nhất được viết ra và các bản nhạc trứ danh được soạn. Các môn thể thao như polo (kiểu như cưỡi ngựa đánh bong) trở thành một thú vui của hoàng gia, được lưu truyền đến nay tại nhiều vương quốc.